# Taphozous nudiventris
Taphozous nudiventris es una especie de murciélago de la familia Emballonuridae.

## Distribución geográfica
Se encuentra en Argelia, Burkina Faso, Chad,  la República Democrática del Congo, Yibuti, Egipto, Eritrea, Ghana, la India, Israel, Jordania, Kenia, Mauritania, Marruecos, Birmania, Nigeria, Nigeria, Pakistán, Senegal, Somalia, Sudán, Tanzania, Togo,  Turquía.

## Hábitat
Su hábitat natural son: Sabanas áridas, clima tropical o subtropical, praderas subtropicales o tropicales secas de baja altura, cuevas y desiertos calientes.